# Kent Flannery
Kent Vaughn Flannery (geboren 1934) is een Amerikaanse archeoloog die uitgebreid onderzoek heeft uitgevoerd en gepubliceerd over de precolumbiaanse culturen en beschavingen van Meso-Amerika, en in het bijzonder die van Midden- en Zuid-Mexico. Hij publiceerde ook invloedrijk werk over de oorsprong van landbouw en dorpsleven in Zuidwest-Azië, pastoralisme in de Andes, en culturele evolutie, en vele kritieken van moderne trends in archeologische methodes, theorieën en praktijken.
Hij behaalde zijn Bachelor of Arts-graad aan de Universiteit van Chicago in 1954, zijn Master of Arts in 1961 en Doctor of Philosophy in 1964. Van 1966 tot 1980 leidde hij het project "Prehistorie en menselijke ecologie van de vallei van Oaxaca, Mexico", over de oorsprong van landbouw, dorpsleven en sociale ongelijkheid in Mexico.
Flannery is James B. Griffin-hoogleraar aan de faculteit Antropologie van de Universiteit van Michigan. In 2005 werd hij verkozen als lid van de American Philosophical Society.
- Bibsys: 90081054
- Bibliothèque nationale de France: cb12021307b (data)
- Catàleg d'autoritats de noms i títols de Catalunya: 981058517713206706
- CiNii: DA03871205
- Gemeinsame Normdatei: 123078296
- International Standard Name Identifier: 0000 0001 0918 6700
- Library of Congress Control Number: n81118804
- Nationale Bibliotheek van Tsjechië: vse2012737708
- Nationale bibliotheek van Australië: 35088223
- Nationale Bibliotheek van Israël: 987007280647505171
- Nederlandse Thesaurus van Auteursnamen: 070070792
- Réseau des bibliothèques de Suisse occidentale: 02-A003247173
- Système universitaire de documentation: 028362160
- Trove: 822951
- Virtual International Authority File: 79043553
- WorldCat: E39PBJrrtCQJ4pbR36bwYvhj4q